# Эбельман, Жак-Жозеф
Жак-Жозеф Эбельман (фр. Jacques-Joseph Ebelmen; 10 июля 1814, Бом-ле-Дам — 31 марта 1852, Севр) — французский химик.

## Биография
Эбельман был сыном Клода Луи Эбельмана, лесничего, и Жанны Клод Гренье. Он посещал занятия по грамматике и литературе в школе в родном Бом-ле-Дам. После этого он заинтересовался науками и посещал начальные математические классы в парижском Королевском Коллеже Генриха Великого (фр.), а затем изучал прикладную математику в лицее Безансона. После этого, Эбельман последовательно окончил Политехническую школу (1831) и Горную школу (1833). 
В 1836 году Эбельман был направлен в Везуль (Франш-Конте) в качестве горного инженера, где начал изучать различные руды. Он также выращивал искусственные кристаллы ряда минералов, включая корунд, хризоберилл и хризолит. Эбельман пробыл на этой должности четыре года, после чего в 1841 году стал помощником секретаря Комитета Шахт и профессором химии в Политехнической школе.
В декабре 1845 года Эбельман стал главным инженером Севрской фарфоровой мануфактуры, где работал над усовершенствованием методов изготовления фарфора. В апреле 1847 года король Луи-Филипп сделал его кавалером ордена Почётного легиона. Эбельман придумал и внедрил столько инноваций в производстве фарфора, что в 1848 году, будучи химиком, возглавил кафедру фарфора в Консерватории искусств и ремёсел. 
В 1849 году Эбельман был членом жюри на Национальной выставке, а в 1851 году представлял французскую фарфоровую промышленность на Всемирной выставке в Лондоне в качестве члена международного жюри. В Англии его новшества вызвали интерес у ведущих ученых, в том числе у Майкла Фарадея, который пригласил Эбельмана посетить лекцию, которую он читал в лондонском Королевском институте.
Через несколько месяцев после возвращения во Францию и составления отчета о Выставке у Эбельмана началась лихорадка. Он умер в Париже 31 марта 1852 года.
В его честь названа премия Эбельмана в области геохимии, присуждаемая Международной ассоциацией геохимии. Его имя — одно из 72 имён французских учёных XVIII—XIX веков, начертанных на Эйфелевой башне.
Эбельман также много занимался исследованием газов и минералов, в особенности в связи с горнорудной промышленностью.